# Cimetière de Plymouth Notch
Le cimetière de Plymouth Notch (en anglais : Plymouth Notch Cemetery) est un cimetière américain situé à Plymouth, dans le comté de Windsor, dans le Vermont. Le trentième président des États-Unis Calvin Coolidge y est enterré, de même que sa femme Grace Coolidge et d'autres membres de sa famille.

## Personnalités enterrées sur place
- Calvin Coolidge (1872-1933)
- Grace Coolidge (1879-1957)